# Cantoblanco (Albacete)
Cantoblanco es una localidad y pedanía española perteneciente al municipio de Balsa de Ves, en la provincia de Albacete, dentro de la comunidad autónoma de Castilla-La Mancha.

## Demografía
Evolución de la población
| Gráfica de evolución demográfica de Cantoblanco entre 2000 y 2016  |
|                                                                    |
| Población de derecho (2000-2016) según el padrón municipal del INE |